# Insei (go)
Pour les articles homonymes, voir Insei.
 (mai 2024).
Si vous disposez d'ouvrages ou d'articles de référence ou si vous connaissez des sites web de qualité traitant du thème abordé ici, merci de compléter l'article en donnant les références utiles à sa vérifiabilité et en les liant à la section « Notes et références ».
Insei ((ja)院生) est le nom officiel donné au Japon aux apprentis qui étudient le go pour devenir des joueurs professionnels. On trouve des apprentis professionnels (appelés également insei) dans les pays où il existe une ligue professionnelle : le Japon, la Chine, et la Corée.

## Insei au Japon
Les études d'insei à la Nihon Ki-in (Institut japonais de go) permettent, une fois par an, à 3-4 joueurs de se qualifier lors d'un tournoi pour devenir professionnel de go.
La limite d'âge pour rester insei est de 18 ans, mais cette règle est en général assouplie pour les étrangers. Pour devenir insei, une personne a besoin d'être parrainée par un professionnel de la Nihon Ki-in. Il n'y a pas de manière officielle de contacter un professionnel pour qu'il parraine un insei. Les inseis vivent souvent avec leur "maître", qui les entraîne en plus des matchs de la ligue insei. Le dojo le plus connu était celui de Kitani Minoru, qui a formé bon nombre des meilleurs joueurs japonais.
Les inseis n'ont normalement pas le droit de faire partie d'un club scolaire de go ni de participer à des tournois amateurs. Ils sont séparés en classes de niveau, dont le nombre varie suivant le nombre d'inseis. Un tournoi permanent permet de déterminer le niveau des inseis au sein de chaque classe, et un système de promotion/rétrogradation permet le changement de classe des plus forts ou des plus faibles joueurs de chaque classe.
Les meilleurs inseis peuvent participer directement au tournoi d'admission pour devenir professionnel (honsen) mais les autres inseis doivent d'abord franchir le tournoi préliminaire (yosen) où les joueurs amateurs sont également autorisés à participer.
L'univers des inseis a été popularisé par le manga Hikaru no go.